# Дом молодёжи (Белград)
Белградский дом молодёжи (серб. Дом омладине Београда) — молодёжный культурный центр в Белграде.

## Описание
В центре проходит большое количество программ современного искусства и культуры, а также учебно-образовательные программы: около тысячи различных программ за год, которые посещает более 180000 человек молодёжи. Центр пытается охватить все виды искусства: проза, поэзия, музыка, театр, кинофильмы, изобразительное искусство, новые медиа и прочее.
Стандарты производства и концепции программы пытаются проявлять гибкость и открытость к любым предложениям. Функции центра — быть платформой для продвижения новых артистов, идей и инициатив.
Кроме того, Белградский молодёжный центр является местом встречи для сербских и зарубежных художников и объединяет представителей различных культурных сцен. Дом молодёжи является звеном многочисленных местных, региональных и международных культурных сетей.
Он был основан в 1964 году под эгидой секретаря культуры Собрания города Белграда, которое выделяет большую часть финансирования центра. С 2013 года директором центра является Марко Стоянович.
Дом молодёжи расположен в центре Белграда, возле Площади Республики. Для своих программ он имеет: большой зал (520 сидячих мест или 1200 стоячих мест), американа-холл (300 сидячих мест или 800 стоячих мест), клуб (100 сидячих мест и 300 стоячих мест), художественную галерею, комнату для дебатов (60 сидячих мест) и американский уголок. Деятельность организована в пяти центрах: Центр развития музыки, Центр визуальных искусств и мультимедиа, Центр образования и интерактивного общения, Центр издательства и Лаборатория инициатив — Искусство и творчество неограниченные.